# Reise um die Welt in den Jahren 1815–1818
Reise um die Welt ist ein Reisebericht von Adelbert von Chamisso, der zwischen 1815 und 1818 als Naturforscher an der von Otto von Kotzebue geleiteten Rurik-Expedition teilnahm. 1821 veröffentlichte Chamisso einen Abschnitt seiner Erinnerungen und Rückblicke auf die Expedition. 1835 publizierte er ein neues Werk unter dem Titel “Reisen um die Welt mit der Romanzoffischen Entdeckungsexpedition in den Jahren 1815 bis 1818”. Das Buch erschien im Verlag Weidmann und wurde später in die Werkausgabe des Schriftstellers aufgenommen.

## Inhalt
Reise um die Welt ist ein Bericht von Adelbert von Chamissos über die Rurik-Expedition unter der Leitung Otto von Kotzebue. Chamisso reiste als Naturforscher mit. Sein Bericht enthält Aufzeichnungen aus Alaska, den pazifischen Inseln und Amerika.
In diesem Werk kombiniert Chamisso die Textgattungen „Tagebuch“ und „Bemerkungen und Ansichten“. Das Buch “Die Reise um die Welt” enthält nicht nur das, was der Autor damals während der Expedition verfasst und hinterlassen hat, sondern auch die Erzählungen und Interpretationen, die er nach seiner Reise um die Welt aus seinen Notizen und Erinnerungen zusammengestellt hat. Einige Wissenschaftler haben daher argumentiert, dass das Original zwar nominell ein Tagebuch ist, es aber aufgrund der Art und Weise, wie es umgestaltet wurde, eher als „Erzählung“ denn als ursprüngliches „Tagebuch“ bezeichnet werden sollte.
In der “Reise um die Welt” offenbart Adelbert von Chamisso seine Einstellung zu den neuen Dingen, die er betrachtete, und zu den Menschen der verschiedenen Regionen, die er besuchte. In seinem Schreib- und Erzählstil und den Schlussfolgerungen präsentiert sich Adelbert von Chamisso meist offen und unvoreingenommen; er beschreibt das, was er erlebt hat auf direkte und einfache Weise.

## Weitere Forschungen
Einige Wissenschaftler nutzten “Reise um die Welt” als Grundlage, um ihre eigene Forschung auf Themen der postkolonialen Literatur, der Globalisierung, der europäischen Perspektive und der deutschen Literatur auszudehnen. Die Arbeit Chamissos diente außerdem als wertvolle Quelle, um die Wechselwirkungen und Einflüsse der Begegnungen zwischen europäischen Entdeckern und pazifischen Inselbewohnern zu untersuchen und so die Diskussion über die Konstruktion des Bewusstseins zwischen verschiedenen Gemeinschaften und Kulturen aus einer globalen und kulturhistorischen Perspektive zu erweitern.
Bei der Untersuchung des europäischen Kolonialismus und Neokolonialismus hat die wirtschaftliche und geografische intellektuelle Dominanz Europas dazu geführt, dass die menschliche Wahrnehmung der Welt von Europa auf andere Kolonien und kleine Inseln übertragen wurde. Anhand von Adelbert von Chamissos “Reisen um die Welt” haben Wissenschaftler eine andere Darstellung der Wechselbeziehungen und der Fluidität zwischen ozeanischen Kulturen und europäischen Entdeckern vorgeschlagen.
Die Aufzeichnungen und Teilnehmer der Weltumsegelung unter der Leitung von Kotzebues beziehen sich gegenseitig auf ihre Erkenntnisse und Studien, um ein erstes Verständnis für andere Orte zu entwickeln. In diesem Fall haben die europäischen Entdecker vor allem die Menschen auf den pazifischen Inseln vorweggenommen und bedacht. In der “Reise um die Welt” antwortet Adelbert von Chamisso auf einen Bericht des Malers der Expedition, Louis Choris, der den Kannibalismus der Inselbewohner in Frage stellt und seine Eindrücke und Erlebnisse schildert. Gleichzeitig ist Adelbert von Chamissos Erzählung frei von Vorurteilen gegenüber den Inselbewohnern.